# Grumesnil
Grumesnil ist eine französische Gemeinde mit 480 Einwohnern (Stand: 1. Januar 2022) im Département Seine-Maritime in der Region Normandie (vor 2016 Haute-Normandie). Die Gemeinde gehört zum Arrondissement Dieppe und zum Kanton Gournay-en-Bray (bis 2015 Forges-les-Eaux). 

## Geografie
Grumesnil liegt etwa 75 Kilometer südöstlich von Dieppe. Umgeben wird Grumesnil von den Nachbargemeinden Haucourt im Norden, Formerie im Nordosten, Canny-sur-Thérain im Osten und Südosten, Haussez im Süden und Südwesten, Saint-Michel-d’Halescourt im Westen sowie Gaillefontaine im Nordwesten.

## Bevölkerungsentwicklung
| 1962                      | 1968 | 1975 | 1982 | 1990 | 1999 | 2006 | 2013 |
| 406                       | 367  | 325  | 333  | 335  | 403  | 476  | 462  |
| Quelle: Cassini und INSEE |      |      |      |      |      |      |      |

## Sehenswürdigkeiten

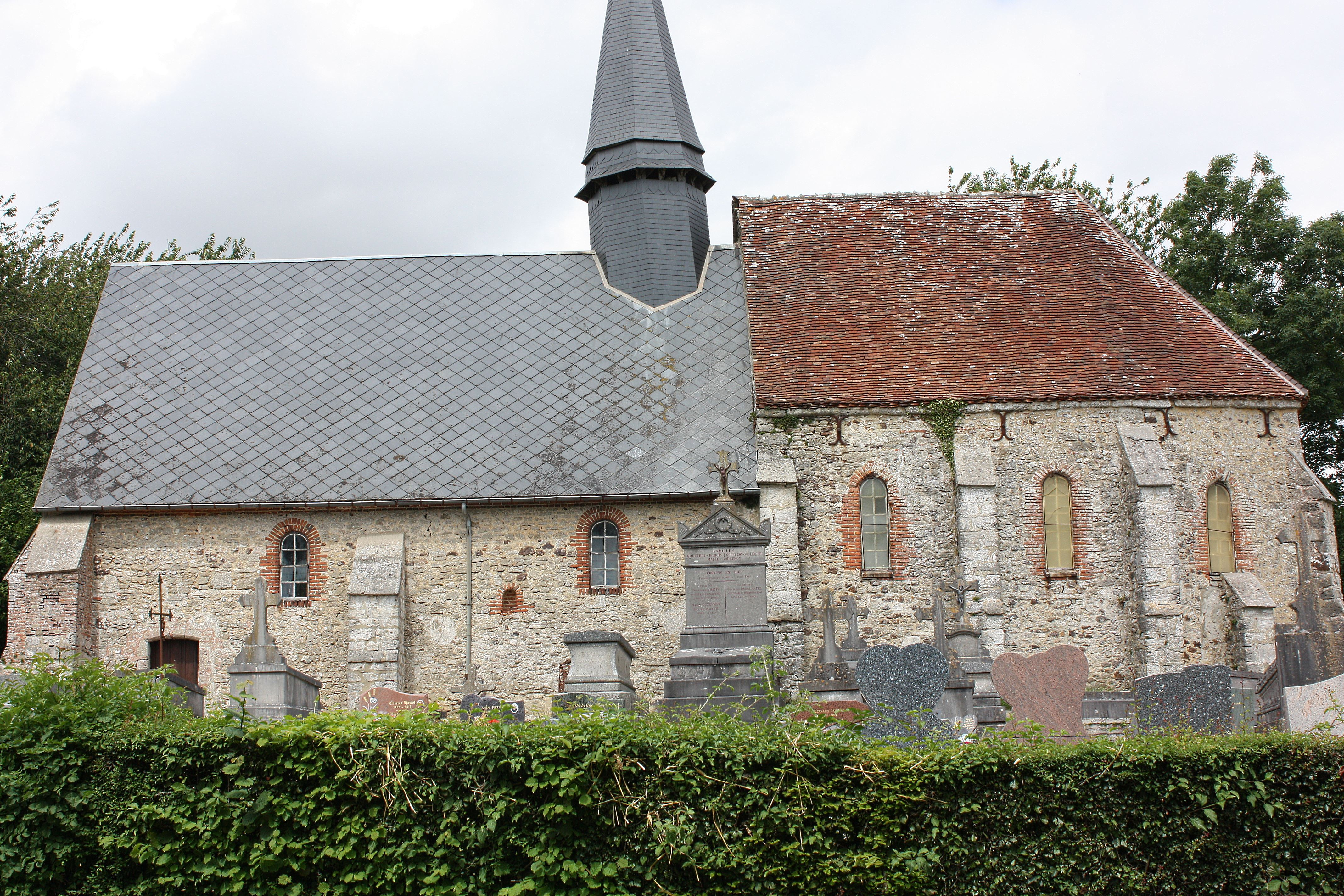
Kirche Saint-Pierre-mi-les-Camps

- Kirche Saint-Pierre-mi-les-Camps